# Pontificia commissione per lo Stato della Città del Vaticano
La Pontificia commissione per lo Stato della Città del Vaticano è l'organismo che esercita la funzione legislativa nello Stato della Città del Vaticano.
È l'organo che ha il compito di approvare le leggi e le altre disposizioni normative. Per l'elaborazione dei relativi progetti, si avvale della collaborazione dei consiglieri dello Stato, dell'Ufficio giuridico del Governatorato o di altri esperti. Il presidente della Commissione è il presidente del Governatorato, il quale esercita anche la funzione esecutiva.

## Funzioni
È stata istituita con la legge fondamentale dello Stato della Città del Vaticano, firmata da papa Giovanni Paolo II il 26 novembre 2000 e riformata da papa Francesco il 13 maggio 2023. 
È composta da cardinali, tra i quali vi è il presidente, ed altri membri sempre da lui nominati per cinque anni. Il presidente della pontificia commissione è il presidente del Governatorato, il quale esercita la funzione esecutiva in conformità alle leggi e alle altre disposizioni normative
Alle adunanze della commissione prendono parte, con voto consultivo, il segretario generale e il vice segretario generale del Governatorato.
La commissione può avvalersi dei consiglieri dello Stato, anch'essi nominati dal pontefice per un quinquennio. Essi svolgono, anche individualmente, funzioni consultive nell'elaborazione delle leggi, degli altri atti normativi e funzioni esecutive. Le riunioni dei consiglieri sono presiedute dal consigliere generale che, secondo le disposizioni del presidente della commissione, può esercitare anche funzioni di coordinamento e di rappresentanza dello Stato. Il presidente del Governatorato può richiedere anche pareri, che possono assumere la forma di dichiarazioni o note esplicative, al fine di chiarire un dubbio di diritto, tale da non richiedere un'interpretazione autentica.
I progetti di legge elaborati vengono previamente sottoposti all'esame del Sommo Pontefice. I provvedimenti legislativi possono essere emanati tanto dal papa, quanto, a suo nome, dalla pontificia commissione, che promulga anche i regolamenti generali.
La pontificia commissione delibera annualmente, con atti aventi forza di legge, il bilancio preventivo e quello consuntivo; inoltre delibera il piano finanziario triennale. Questi atti sono direttamente sottoposti all'approvazione del pontefice. 

## Composizione

### Presidente
- Raffaella Petrini, F.S.E.

### Componenti
- Leonardo Sandri
- Arthur Roche
- Kevin Joseph Farrell
- Mauro Gambetti, O.F.M.Conv.
- Claudio Gugerotti
- Lazzaro You Heung-sik [7]

### Consiglieri dello Stato
- Vincenzo Buonomo, "consigliere generale"
- Antonio Rizzi
- Alessandra Smerilli, F.M.A.

## Cronotassi

### Governatori
- Marchese Camillo Serafini † (7 giugno 1929 - 21 marzo 1952 deceduto)

### Presidenti
- Cardinale Nicola Canali † (20 marzo 1939 - 3 agosto 1961 deceduto)
- Cardinale Amleto Giovanni Cicognani † (12 agosto 1961 - 30 aprile 1969 ritirato)
- Cardinale Jean-Marie Villot † (1969 - 9 marzo 1979 deceduto)
- Cardinale Agostino Casaroli † (28 aprile 1979 - 8 aprile 1984 dimesso)
- Cardinale Sebastiano Baggio † (8 aprile 1984 - 31 ottobre 1990 ritirato)
- Cardinale Rosalio José Castillo Lara, S.D.B. † (31 ottobre 1990 - 14 ottobre 1997 dimesso)
- Cardinale Edmund Casimir Szoka † (22 febbraio 2001 - 15 settembre 2006 ritirato)
- Cardinale Giovanni Lajolo (15 settembre 2006 - 1º ottobre 2011 ritirato)
- Cardinale Giuseppe Bertello (1º ottobre 2011 - 1º ottobre 2021 ritirato)
- Cardinale Fernando Vérgez Alzaga, L.C. (1º ottobre 2021 - 1º marzo 2025 ritirato)
- Suor Raffaella Petrini, F.S.E., dal 1º marzo 2025

### Pro-presidenti
- Cardinale Alberto di Jorio † (14 agosto 1961 - 4 novembre 1968 ritirato)
- Cardinale Sergio Guerri † (1969 - 26 settembre 1981 ritirato)
- Arcivescovo Paul Casimir Marcinkus † (26 settembre 1981 - 30 ottobre 1990 dimesso)

### Vicepresidenti
- Presbitero Sergio Guerri † (6 novembre 1968 - 1969 nominato pro-presidente del medesimo dicastero)

### Segretari
- Arcivescovo Primo Principi † (1939 - 1969 ritirato)
- Vescovo Bruno Bertagna † (15 dicembre 1990 - 19 dicembre 1994 nominato segretario del Pontificio Consiglio per l'interpretazione dei testi legislativi)
- Vescovo Gianni Danzi † (1º febbraio 1995[8] - 21 febbraio 2001 dimesso)

### Consiglieri generali
- Dott. Marchese Don Giulio Sacchetti (22 febbraio 2001 - 16 marzo 2005 dimesso)
- Prof. Cesare Mirabelli, (16 marzo 2005 - 1º agosto 2023)
- Prof. Vincenzo Buonomo, dal 1º agosto 2023